# Атрагена
Атраге́на, повитник (Atragene) — підрід рослин родини жовтецевих роду ломиніс (Clematis).

## Опис
Кущі з плеткими гілками і супротивними листками.
Поширені у помірному поясі північної півкулі; В Україні росте атрагена альпійська (Atragene alpina), з блакитними великими квітками на довгих квітконіжках у пазухах листків. Росте в карпатських лісах.